# جيمس كينيون
جيمس كينيون هو لاعب رماية كندي، ولد في 23 يوليو 1875 في أولدهام في المملكة المتحدة، وتوفي في 23 يوليو 1935 في مونتريال في كندا.

## وصلات خارجية
- جيمس كينيون على موقع الاتحاد الدولي (الإنجليزية)
- جيمس كينيون على موقع اللجنة الأولمبية الدولية (الإنجليزية)
- جيمس كينيون على موقع أوليمبيديا (الإنجليزية)